# Phytomyza thalictrella
Phytomyza thalictrella är en tvåvingeart som beskrevs av Spencer 1981. Phytomyza thalictrella ingår i släktet Phytomyza och familjen minerarflugor.
Artens utbredningsområde är Kalifornien. Inga underarter finns listade i Catalogue of Life.